# Prince Royce (álbum)
Prince Royce es el álbum de estudio debut del cantante y compositor de bachata estadounidense de origen  dominicano Prince Royce, publicado el 2 de marzo de 2010 bajo el sello independiente Top Stop Music.
Tras su lanzamiento en Estados Unidos, se posicionó en el puesto número 16 en la lista Billboard Top Latin Albums. Finalmente alcanzó el número uno tanto en las listas de Billboard Tropical Albums como en Top Latin Albums. También alcanzó el puesto número 77 en la lista de álbumes Billboard 200. En octubre de 2011 Prince Royce recibió la certificación 3x Platino en los Estados Unidos por la Recording Industry Association of America (RIAA). A partir de abril de 2018, la RIAA ha certificado el álbum ocho disco de platino, tras haber obtenido 480 000 unidades.

## Antecedentes
A los 15 años, Royce comenzó a componer música y a los 19 años, conoció a Andrés Hidalgo, quien tiempo después se convirtió en su mánager. Hidalgo comenzó a ayudar a Royce a trabajar de forma práctica con la música del género bachata. Ese fue el momento específico en el que Royce había decidido: «...Qué seguir una carrera musical era lo que quería hacer». Hidalgo más tarde le presentó a Royce, a Sergio George, que tiempo después firmaría contrato con su primer sello discográfico, Top Stop Music, después de escuchar tres de sus demos.

## Recepción comercial
En Estados Unidos, Prince Royce debutó en la lista Billboard durante la primera semana de marzo de 2010 en el puesto número 15. Cincuenta y ocho semanas después de su lanzamiento, Prince Royce alcanzó el puesto número uno en los álbumes latinos de Billboard de EE. UU. en la semana del 23 de abril de 2011.
En la lista Billboard Tropical Albums, el álbum debutó en el puesto número 6 en la semana del 20 de marzo de 2010. El álbum alcanzó el puesto número uno en la lista de álbumes tropicales en la semana del 18 de septiembre de 2010, donde pasó un total de cincuenta y tres semanas en la cima. El álbum alcanzó el puesto número 77.º en la lista Billboard 200 de EE. UU. durante la primera semana de abril de 2011 y permaneció en la lista durante cuarenta semanas.
Prince Royce fue el segundo y decimosexto álbum latino más vendido de 2010, y también el álbum tropical con más ventas del 2011. El 25 de octubre de 2011, el álbum fue certificado 3 × platino (campo latino) por la Recording Industry Association of America por envíos de 300 000 copias.

## Promoción

### Sencillos
«Stand by Me» fue lanzado como el sencillo principal del álbum el 19 de enero de 2010. La canción es una nueva versión de la original del cantante estadounidense de soul Ben E. King. En los Estados Unidos, fue comercialmente exitosa en el mercado latino, llegando al puesto número uno en la lista Billboard Tropical Songs. A principios de mayo de 2010, había alcanzado los diez primeros puestos en Billboard Latin Songs con el puesto número 8.
«Corazón sin cara» fue lanzado como el segundo sencillo del álbum y disponible para descarga digital el 9 de febrero de 2010. Alcanzó el puesto número uno en la listas Billboard Tropical Songs y Billboard Hot Latin Songs. Mientras que el tercer sencillo del álbum «El amor que perdimos», alcanzó el puesto número 16 en la lista Billboard Hot Latin Songs. Y «Mi última carta» fue lanzado como el cuarto y último sencillo del álbum, donde alcanzó el puesto número 19 en Hot Latin Songs y el puesto número 2 en la lista Tropical Songs.

## Recepción crítica
En una crítica positiva, Carlos Quintana de Dotdash.com comentó sobre «el talento artístico como cantante y compositor» de Royce. Señaló que la incorporación de letras en inglés en el álbum ayudaría a exponer la música de bachata a audiencias desconocidas. Concluyó diciendo: «De un principio a fin, Prince Royce es un álbum muy agradable, esta producción musical es refrescante e innovador».
Jason Birchmeier de AllMusic dio una crítica mixta; elogiando la producción vocal de Hidalgo de Royce del álbum mientras criticaba la corta duración del álbum y la «tendencia de Royce a mencionar su nombre con demasiada frecuencia».

## Premios y reconocimientos
En los premios Grammy Latinos de 2011, el álbum recibió una nominación a «Mejor Álbum Tropical Contemporáneo». En los premios Lo Nuestro de 2011, Royce recibió tres premios incluida la «Canción Tropical del Año» por «Stand by Me», «Artista Tropical del Año» y «Artista Revelación Tropical» o «Grupo del Año», mientras que el álbum recibió una nominación a «Álbum Tropical del Año».
En los premios Casandra de 2011 en la República Dominicana, Royce obtuvo un premio al «Artista Nuevo del Año» y dos nominaciones, incluida la de «Álbum Musical del Año». «Mi última carta» recibió una nominación en los premios Casandra 2012 como «Canción de Bachata del Año». En los premios Juventud de 2011, Royce recibió tres premios, incluidos «Artista masculino tropical del año», «Nuevo artista tropical del año» y «Canción tropical del año» por «Stand by Me» y tres nominaciones.
En los premios Lo Nuestro de 2012, fue galardonado con tres premios por la categoría «Artista Tropical Masculino del Año», «Artista Tropical Tradicional del Año» y «Canción Tropical del Año» por «El amor que perdimos». En los premios Latin Billboard de la música latina de 2012, Royce ganó seis premios, incluidos «Álbum del año» y «Canción tropical del Año» por «Corazón sin cara».

## Lista de canciones
Créditos adaptados desde AllMusic.

| Prince Royce |                               |                                                 |                                |          |  |
| N.º          | Título                        | Escritor(es)                                    | Productor (es)                 | Duración |  |
| 1.           | «Stand by Me»                 | Ben E. King · Jerry Lieber · Mike Stoller       | Andrés Hidalgo · Sergio George | 3:25     |  |
| 2.           | «Corazón sin cara»            | Geoffrey Rojas                                  | Andrés Hidalgo · Sergio George | 3:31     |  |
| 3.           | «Tú y yo»                     | Andrés Hidalgo · Geoffrey Rojas                 | Andrés Hidalgo · Sergio George | 4:06     |  |
| 4.           | «Su hombre soy yo»            | Andrés Hidalgo · Geoffrey Rojas                 | Andrés Hidalgo                 | 3:42     |  |
| 5.           | «Recházame»                   | Geoffrey Rojas                                  | Andrés Hidalgo                 | 3:43     |  |
| 6.           | «El amor que perdimos»        | Andrés Hidalgo · Geoffrey Rojas                 | Andrés Hidalgo                 | 4:05     |  |
| 7.           | «Mi última carta»             | Geoffrey Rojas                                  | Andrés Hidalgo                 | 4:04     |  |
| 8.           | «Crazy»                       | Andrés Hidalgo · Geoffrey Rojas                 | Gregory "Greko" Rojo & Nápoles | 2:31     |  |
| 9.           | «Rock the Pants»              | Dwayne Bastiany · Groffrey Rojas · Eritza Laues | Dwayne Bastiany                | 3:39     |  |
| 10.          | «Stand by Me» (Dance Version) | Ben E. King · Jerry Lieber · Mike Stoller       | George Meña                    | 4:09     |  |
| 37:04        |                               |                                                 |                                |          |  |

## Créditos
Créditos adaptados desde AllMusic.
- Gregory Elías – productor ejecutivo
- Héctor Rivera – coordinador de producción, ingeniería adicional
- Danny Hastings – dirección creativa, fotografía - directora de operaciones
- Andrés Hidalgo – productor, compositor, co-arreglos de bachata, arreglos vocales, ingeniero principal
- Prince Royce - coproductor, compositor, co-arreglos de bachata, co-arreglos vocales, voz principal
- D'Lesly Lora - coproductora, arreglos de bachata, teclados
- Steven Cruz - guitarra principal, segunda guitarra
- Gregorio «Greko» Rojo - productor
- Bastiany - productor, compositor
- Eritza Laues - arreglos vocales, compositora
- Adam «Pikachu» Gómez - bajo
- Albert «Guin» Batista - güira
- Charlie Martínez – güira
- Raúl Bier – bongos
- Juan Salazar - arreglista
- Alfredo Matheus - ingeniero de mezcla
- Jake Tanner - ingeniero de mezcla
- Juan Mario «Mayito» Aracil – ingeniería adicional
- José Bel Tre – bongós
- Ito - guitarra principal, segunda guitarra

## Posicionamiento en listas
| Lista (2010)                                  | Mejor posición |
| --------------------------------------------- | -------------- |
| Estados Unidos (Billboard) Tropical Albums    | 1              |
| Lista (2011)                                  | Mejor posición |
| Chile IFPI Chile                              | 4              |
| Estados Unidos (Billboard 200)                | 77             |
| Estados Unidos (Top Latin Albums)             | 1              |
| Venezuela (Álbumes de Venezuela) (Recordland) | 15             |

| Lista (2010)                                | Posición |
| ------------------------------------------- | -------- |
| Estados Unidos Top Latin Albums (Billboard) | 16       |
| Estados Unidos Tropical Albums (Billboard)  | 2        |
| Lista (2011)                                | Posición |
| Estados Unidos Top Latin Albums (Billboard) | 1        |
| Estados Unidos Tropical Albums (Billboard)  | 1        |
| Lista (2012)                                | Posición |
| Estados Unidos Top Latin Albums (Billboard) | 14       |
| Lista (2019)                                | Posición |
| Estados Unidos Top Latin Albums (Billboard) | 87       |
| Lista (2021)                                | Posición |
| Estados Unidos Top Latin Albums (Billboard) | 97       |

## Certificaciones
| País           | Organismo certificador | Certificación | Ventas certificadas | Ref.  |
| -------------- | ---------------------- | ------------- | ------------------- | ----- |
| Estados Unidos | RIAA                   | 8× Plata      | 600 000             | [ 4 ] |